# Мартін Аґіррегабірія
Мартін Аґіррегабірія (ісп. Martín Aguirregabiria, нар. 10 травня 1996, Віторія) — іспанський футболіст, захисник клубу «Алавес».

## Ігрова кар'єра
Мартін Аґіррегабірія народився 10 травня 1996 року в столиці Алави, Віторії. Відтак свої перші кроки він робив в структурі свого майбутнього клубу, футбольній кантері/академії «Алавес».
Перші кроки в дорослому футболі відбулися в 2014 році в молодіжній команді клубу — «Алавес Б», в якій провів три сезони, взявши участь у 105 матчах чемпіонату. Більшість часу, проведеного у складі другої команди «Алавеса», був основним гравцем команди.
До основного складу «Алавес» Мартін приєднався в 2017 році (сезону 2017—2018 років). Поступово прогресуючи місцевий вихованець закріпився в основі і, станом на 25 грудня 2018 року, відіграв за баскський клуб 37 матчів в національній першості.

## Статистика виступів

### Статистика клубних виступів
| Сезон             | Команда           | Чемпіонат         | Чемпіонат | Чемпіонат | Національний кубок | Національний кубок | Національний кубок | Континентальні кубки | Континентальні кубки | Континентальні кубки | Інші змагання | Інші змагання | Інші змагання | Усього | Усього |
| Сезон             | Команда           | Ліга              | Ігор      | Голів     | Ліга               | Ігор               | Голів              | Ліга                 | Ігор                 | Голів                | Ліга          | Ігор          | Голів         | Ігор   | Голів  |
| ----------------- | ----------------- | ----------------- | --------- | --------- | ------------------ | ------------------ | ------------------ | -------------------- | -------------------- | -------------------- | ------------- | ------------- | ------------- | ------ | ------ |
| 2017–18           | Депортіво Алавес  | ПД                | 21        | 0         | КІ                 | 4                  | 0                  | -                    | -                    | -                    | -             | -             | -             | 25     | 0      |
| Усього за кар'єру | Усього за кар'єру | Усього за кар'єру | 21        | 0         |                    | 4                  | 0                  |                      | -                    | -                    |               | -             | -             | 25     | 0      |

## Титули і досягнення
- Чемпіон Європи (U-21): 2019